# Rodolphe Reuss
Pour les articles homonymes, voir Reuss (homonymie).
Rodolphe Reuss, né le 13 octobre 1841 à Strasbourg et mort le 16 août 1924 à Versailles, est un historien français (notamment de l'Alsace). Il a été bibliothécaire de la ville de Strasbourg, professeur au Séminaire protestant, au Gymnase Jean-Sturm, à l'École pratique des hautes études (dont il fut le directeur adjoint) et correspondant de l'Institut.
Il a également publié, en allemand, comme Rudolf Reuß et sous le pseudonyme d'Anton Schweidnitz.

## Biographie
Rodolphe Reuss naît le 13 octobre 1841 dans une maison appartenant à la famille de sa mère Julie Himly, située sur le quai Finkwiller à Strasbourg, où avaient demeuré Metternich, le futur chancelier de la cour de Vienne avant la Révolution française et depuis, l'historien G. Koch.
La famille Reuss, qui a marqué le milieu intellectuel de Strasbourg, est originaire du Palatinat. Rodophe Reuss est le fils d'Édouard Reuss, l'un des premiers exégètes du XIXe siècle (traducteur et savant commentateur de la Bible), et le neveu du savant géographe Auguste Himly, doyen de la Sorbonne. Toutes ces influences familiales de ce milieu « laborieux et austère» le vouent à de longues études.
À sept ans, il entre au Gymnase Jean-Sturm de Strasbourg, qui dépend alors du chapitre de Saint-Thomas. Il est reçu bachelier à l'âge de dix-sept ans avant de suivre les cours de la faculté de lettres ; il est licencié ès lettres en 1861.
Pendant trois ans, il complète sa formation dans différentes universités allemandes. Il passe par Munich, à Iéna où il suit les cours d'Ad. Schmidt, à Berlin ceux de Leopold von Ranke, de Gustav Droysen, de Philipp Jaffé (de) et de Theodor Mommsen. À Goettingen, il assiste au séminaire du médiéviste Georg Waitz. Sous la direction de ce dernier, il soutient une thèse sur Ernest de Mansfeld en Bohême qui lui vaut le titre de docteur en philosophie summa cum laude en décembre 1864. De retour à Strasbourg, il est nommé à l'âge de vingt-quatre ans professeur agrégé d'histoire au Gymnase Jean-Sturm, sans jamais exercer de fonctions pastorales.
En 1866, il se rend à Paris, où il se lie avec les rénovateurs des études françaises : Paul Meyer, Gaston Paris, Gabriel Monod. Il devient un collaborateur régulier de la Revue critique d'histoire et de littérature (dans laquelle il signe quelque quinze cents articles de la seule initiale R).
En 1867, il reprend son enseignement à Strasbourg, mais sans perdre de vue le projet qu'il a formé d'écrire l'histoire de la guerre de Trente Ans, qui a fait à Paris l'objet spécial de ses recherches. Mais il abandonne ce projet avant la parution des deux volumes d'Émile Charvériat en 1878. Il prend goût à l'histoire d'Alsace en classant la « collection Heitz », dont il publie le catalogue en 1868. L'année suivante, il devient privat-docent au Séminaire protestant.
Lors de la Guerre franco-prussienne de 1870, pendant le siège de Strasbourg, la ville faiblement défendue est bombardée et subit de lourds dégâts. Les collections des principales bibliothèques de la ville, qui avaient été rassemblées dans le chœur du Temple-Neuf, et sur lesquelles le jeune professeur fondait tous ses plans de travail, disparaissent dans l'incendie du Temple-Neuf. Dans la nuit du 24 août 1870, la ville perd près de quatre cent mille volumes et de très précieux manuscrits dont l'unique exemplaire de l'Hortus deliciarum d'Herrade de Landsberg.
La fondation de la Kaiser-Wilhelms-Universität met fin à son enseignement au Séminaire en 1872 mais il refuse de rejoindre l'université du gouvernement du Reich. Il se résigne à occuper le poste de professeur d'histoire au Gymnase Jean-Sturm. Sous les auspices du maire Ernest Lauth, il s'attache la création d'une nouvelle Bibliothèque Municipale, où il réunit 81 000 volumes (dont une collection unique au monde de rares alsatiques) pendant près de quinze années. Il est conservateur de cette bibliothèque de 1872 à 1896. Il est également, durant cette même période, rédacteur à l'hebdomadaire Le Progrès religieux (journal des églises protestantes de l'Est). Contraint par le régime allemand à restreindre son enseignement à l'antiquité classique, il démissionne de ses postes strasbourgeois pour s'installer définitivement à Versailles. Le 4 juin 1896, il est nommé maître de conférence d'histoire à l'École des Hautes études. Il en sera le directeur adjoint le 7 décembre 1903 et directeur d'études en 1917.

« Ces cours [à l'École des Hautes études], l'Annuaire de l'École nous en fait connaître le méthodique développement; il y étudia les rapports de la France et de l'Allemagne, et la diplomatie depuis le XVIe siècle jusqu'à la fin du XVIIe siècle ; l'histoire interne de l'Empire romain de nation germanique depuis la Réforme; l'histoire politique et la civilisation de l'Allemagne depuis les origines jusqu'à la Révolution en Alsace, etc. Avec ses élèves [dont Gabriel Ramon, auteur d'une biographie de Philippe-Frédéric de Dietrich], il commenta et critiqua les correspondances diplomatiques, les cahiers de doléances pour les États généraux de 1789, le texte des grands traités conclus par le France aux XVIIe et XVIIIe siècles, en particulier celui de Munster, qui avait donné l'Alsace à la France et sur les clauses duquel certains Allemands disputaient encore âprement à la veille de la grande guerre qui devait désannexer le « Reichland ». Ses thèses de doctorat français, ses livres sont bien connus; ils lui ont mérité les récompenses les plus enviées; ils font honneur à notre École et à sa « Bibliothèque » le plus grand honneur. ».

— Charles Bémont

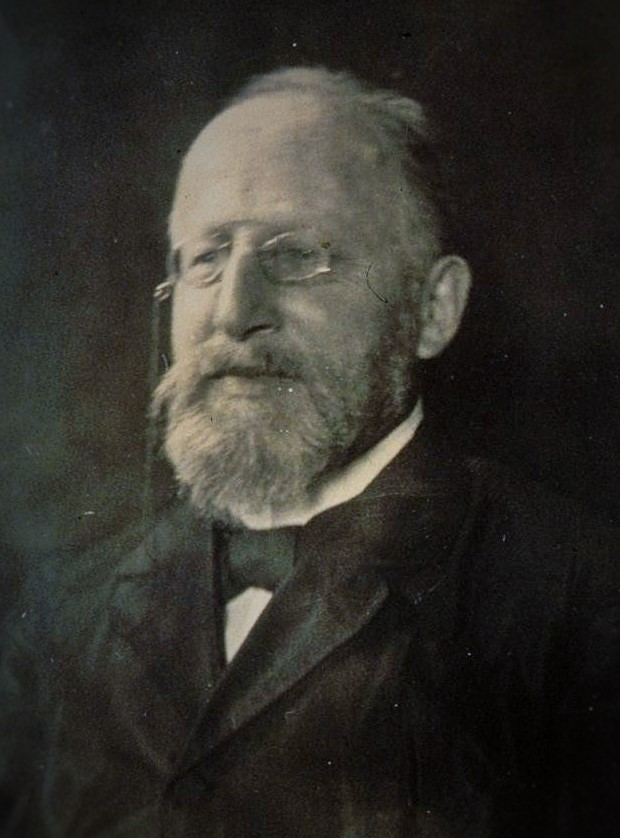
« Rodolphe Reuss, ancien bibliothécaire de la ville de Strasbourg », 1905, Format :, Coll. de la Bibliothèque nationale et universitaire de Strasbourg.

Il soutient deux thèses de doctorat ès lettres en Sorbonne (sous la direction de son oncle  Auguste Himly) en décembre 1897. Il poursuit alors jusqu'à un âge avancé une intense activité en collaborant à de multiples revues et en publiant de nombreux ouvrages principalement consacrés à l'histoire de l'Alsace.
Durant la Grande Guerre, ses trois fils Édouard (1879-1915), Paul (1880-1914) et Armand (1882-1915) meurent pour la France en Champagne.
Il meurt le 16 août 1924 à Versailles, à l'âge de 82 ans, d'un probable infarctus du myocarde. Il est enterré au cimetière de Montreuil.

## Titres, prix, distinctions et hommages
- 1900. Le Grand prix Gobert lui est attribué par l'Académie des inscriptions et belles-lettres pour L'Alsace au dix-septième siècle[9].
- 1900. Il est officier d'Académie ;
- 1902. Il est élu correspondant de l'Académie des sciences morales et politiques ;
- 1909. Officier de l'Instruction publique ;
- 1912. Membre du comité des travaux historiques au Ministère de l'instruction publique.
- 1913. Il est décoré de la médaille commémorative de la guerre 1870-1871.
- 1918. Après le retour de l'Alsace-Lorraine à la France et la réorganisation de l'Université de Strasbourg, il est nommé professeur honoraire.
- 1918. Il est fait chevalier de la Légion d'Honneur.
- 1922. L'Académie française lui décerne à nouveau le Grand prix Gobert pour son Histoire de Strasbourg.
- 1923. Il est promu officier de la Légion d'Honneur.

Dans le quartier du Neuhof à Strasbourg, deux voies – l'allée Reuss et le chemin Reuss –, ainsi qu'une école et une station de tram portent son nom. Une ancienne villa et une importante cité porte également son nom dans le quartier,.

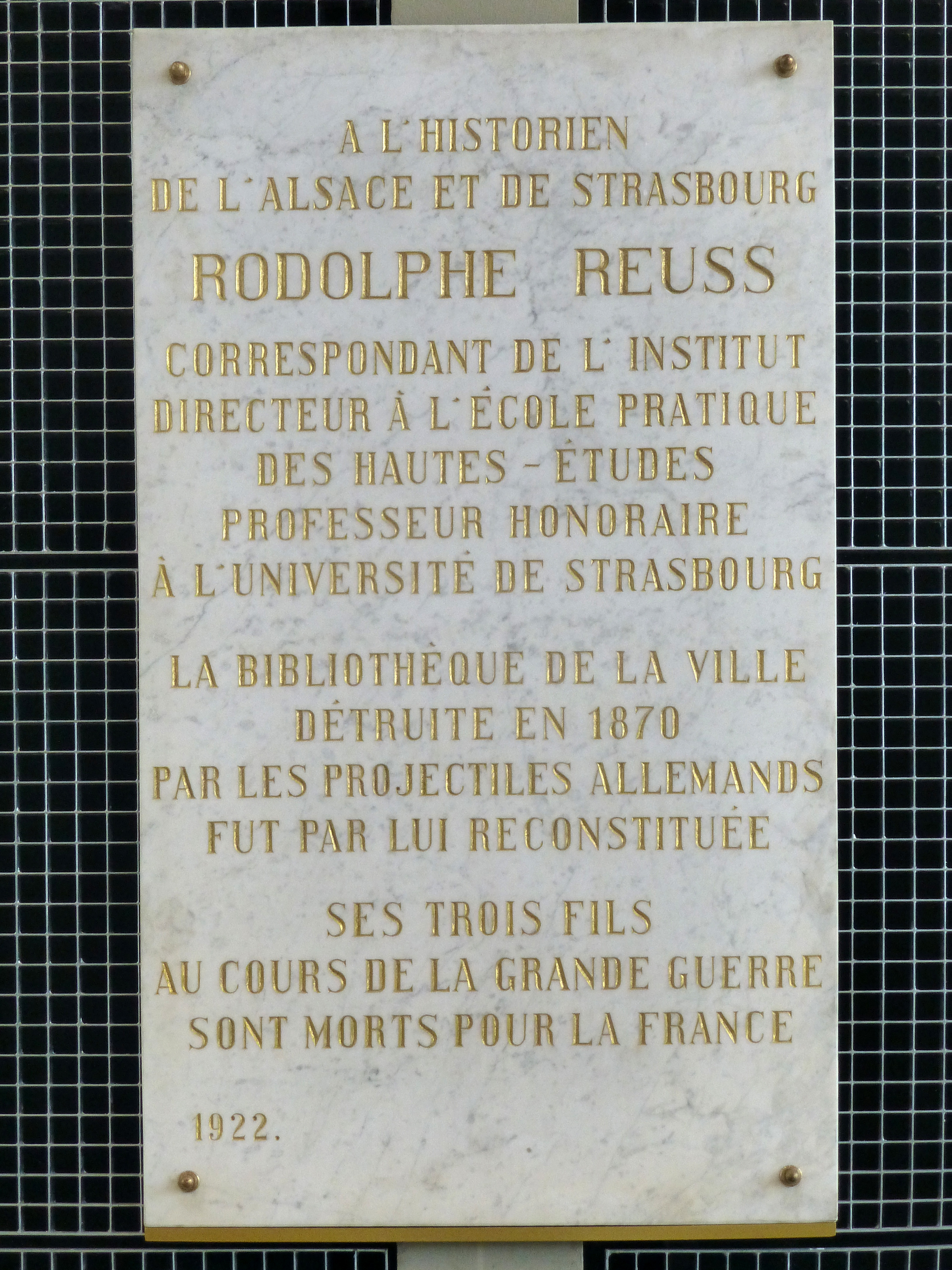
Plaque (1922) à la médiathèque André-Malraux de Strasbourg.
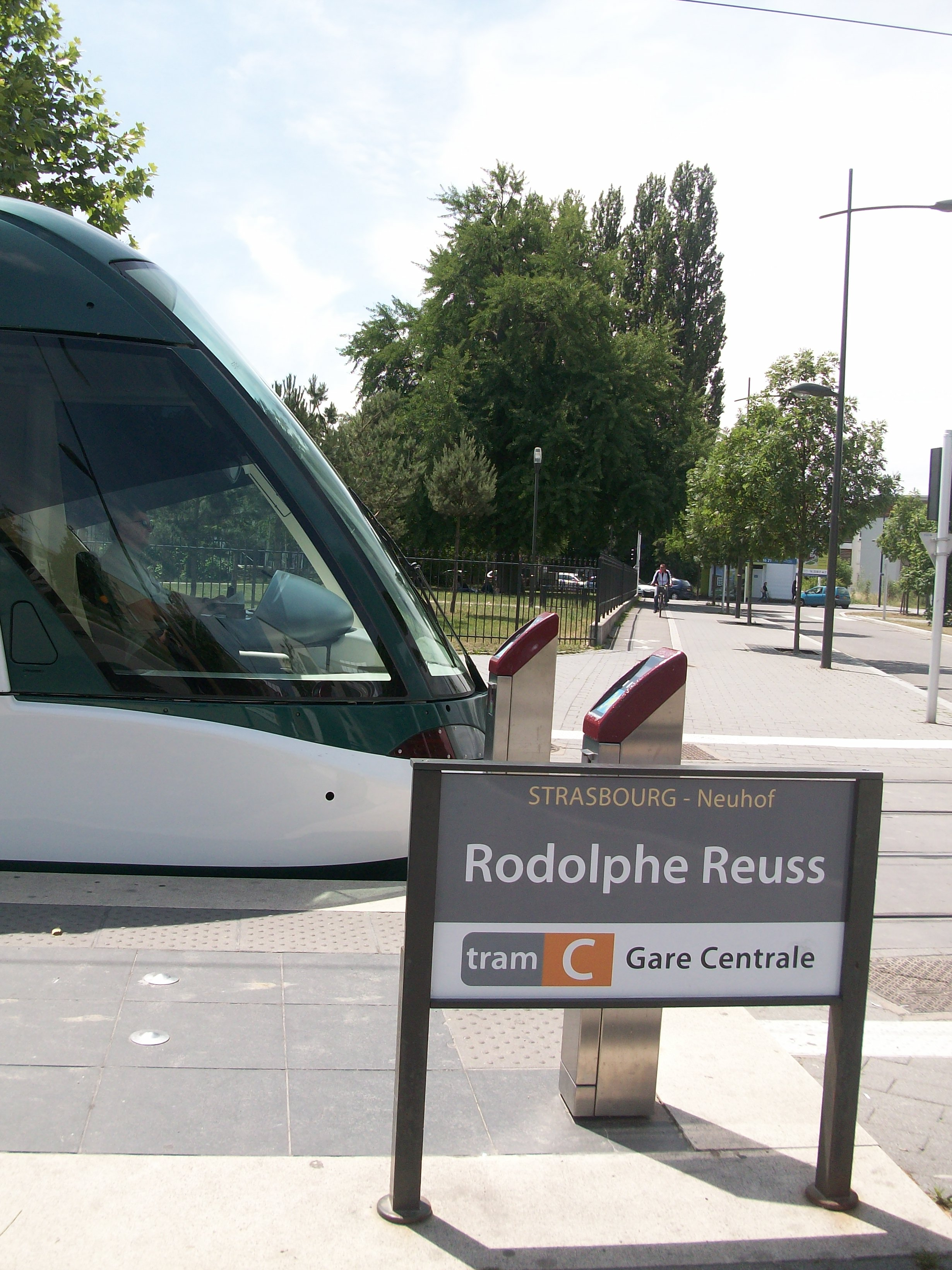
Station de tramway Rodolphe Reuss à Strasbourg-Neuhof.

## Œuvres et publications
- (de) Graf Ernst von Mansfeld im Böhmischen Kriege 1618-1621. [Thèse de doctorat], Texte intégral.
- La Destruction du protestantisme en Bohème : épisode de la guerre de trente ans, Treuttel et Würtz (Strasbourg), 1868, 139 p., Texte intégral.
- « Lettre de M. Rodolphe Reuss sur les bibliothèques publiques de Strasbourg » (extrait de la Revue critique d'histoire et de littérature) In: Bibliothèque de l'école des chartes, 1871, tome 32. p. 151-178. doi : 10.3406/bec.1871.446391 Texte intégral Consulté le 4 février 2014.
- La Sorcellerie au seizième et au dix-septième siècle, particulièrement en Alsace : d'après des documents en partie inédits, Joël Cherbuliez (Paris), 1871, Texte intégral ; rééd. (revue et augmentée, illustrée de nombreuses gravures sur bois), Éditions Degorce, Munster, 2017.
- « Les Bibliothèques publiques de Strasbourg incendiées dans la nuit du 24 août 1870» [Lettre à M. Paul Meyer, l'un des directeurs de la Revue critique d'histoire et de littérature], G. C. Fischbacher (Paris), 1871, lire en ligne sur Gallica.
- Trois conférences Strasbourgeoises : Guillaume le Taciturne, Abraham Lincoln, Agrippa d'Aubigné , Treuttel et Würtz (Strasbourg), 1872, Texte intégral.
- (de) Zwei Lieder über den Diebskrieg oder Durchzug des navarrischen Kriegsvolkes im Elsass (1587), [mit historischer Einleitung und ungedruckten Beilagen von Dr Rudolf Reuss], (Deux chansons sur la guerre des voleurs ou le passage des Navarrais en Alsace en 1587), J. Noiriel (Strassburg), 1874, lire en ligne sur Gallica.
- Deux manuscrits de la bibliothèque municipale de Strasbourg, relatifs à la révolution de Mulhouse en 1587, impr. de Ve Bader (Mulhouse), 1875-1885, 19 p. ; in-8, lire en ligne sur Gallica.
- Le Marquis de Pezay. Un touriste Parisien en Alsace au XVIIIe siècle, Imprimerie Bader Vve (Mulhouse), 1876, 52 p. ; 24 cm, lire en ligne sur Gallica.
- « Jérôme Savonarole » [conférence faite à Strasbourg le 15 mars 1875], in: Revue chrétienne, 1876, p. 129-161, lire en ligne sur Gallica.
- (de) Wolfgang Schuch, ein evangelischer Märtyrer des Elsasses, J.-H.-E. Heitz (Straẞburg), 1877, Texte intégral.
- Pierre Brully, ancien dominicain de Metz, ministre de l'Église française de Strasbourg, 1539-1545 : étude biographique, Treuttel et Würtz (Strasbourg), 1878, 1 vol. (152 p.) ; in-8, lire en ligne sur Gallica.
- (de) Die Beschreibung des bischöflichen Krieges, anno 1592, (eine Strassburger Chronik mit Anmerkungen und ungedruckten Beilagen) [Texte imprimé], XIV-160 p. ; in-8, Treuttel et Würtz (Straẞburg), 1878.
- Soldat, moine et maître de danse, ou Mémoires d'un Alsacien du XVIIIe siècle, [sur Jean-Balthasar Schaeffer, extrait des Affiches de Strasbourg], typ. de G. Fischbach (Strasbourg), 1878, 46 p. ; 16 cm, lire en ligne sur Gallica.
- Les Tribulations d'un maître d'école de la Robertsau pendant la Révolution, [sur Jean-Martin Schwoerer, extrait des Affiches de Strasbourg], G. Fischbach (Strasbourg), 1879, 40 p. ; 16 cm, lire en ligne sur Gallica.
- Séligmann Alexandre ou Les tribulations d'un Israélite strasbourgeois pendant la Terreur, Treuttel (Strasbourg), 1880, 44 p. ; 16 cm, lire en ligne sur Gallica.
- L'Alsace pendant la Révolution française, [Texte imprimé] / documents tirés des archives de Strasbourg annotés, X-351-XV-392 p. ; 23 cm, Ed. Ercé (Strasbourg), 1988 reprod. en fac-sim. de l'éd. de Paris, Fischbacher, 1880-1894.
- L'Alsace pendant la révolution française, I. Correspondance des députés de Strasbourg à l'assemblée nationale (année 1789). Documents tirés des archives de Strasbourg [Texte imprimé], G. Fischbacher (Paris), 1880.
- Les Colloques scolaires du gymnase protestant de Strasbourg, Treuttel et Würtz (Strasbourg), 1881, 66 p.
- A. Schillinger. Souvenirs pour ses amis, Avec des extraits du Journal de Schillinger pendant le siège de Strasbourg [Texte imprimé], in-8°, XI-292 p., J.-H.-E. Heitz (Strasbourg), 1883.
- L'Affaire de Tisza-Eszlar. Un épisode de l'histoire de l'antisémitisme au dix-neuvième siècle, [Texte imprimé], in-8° , 53 p., Treuttel et Würtz (Strasbourg) , 1883.
- (de) Der Apostel Paulus, coll. « Schriften des protestantischen liberalen Vereins in Elsass-Lothringen », XXIII , [Texte imprimé] , 62 p. ; in-16 , J.-H.-E. Heitz (Straẞburg), 1883.
- Vieux noms et rues nouvelles de Strasbourg : causeries biographiques d'un flâneur, Treuttel et Würtz (Strasbourg), 1883, 1 vol. (XIV-442 p.) ; in-16, lire en ligne sur Gallica.
- La Justice criminelle et la police des mœurs à Strasbourg au XVIe et au XVIIe siècle : causeries historiques, Treuttel (Strasbourg), 1885, 1 vol. (274 p.) ; in-16, lire en ligne sur Gallica.
- Charles de Butré. Un physiocrate tourangeau en Alsace et dans le margraviat de Bade [Texte imprimé], in-8° , 214 p., Fischbacher (Paris), 1887.
- La Cathédrale de Strasbourg pendant la Révolution. Études sur l'histoire politique et religieuse de l'Alsace (1789-1802), XII-659 p.-[1] f. de front. ; 18 cm, Fischbacher (Paris), 1888, lire en ligne sur Gallica.
- À la mémoire de M. Charles-Frédéric Schneegans, directeur du Gymnase protestant de Strasbourg (1822-1890), [Texte imprimé extrait du Progrès religieux], in-8° , 16 p., J.-H.-E. Heitz (Strasbourg), 1890.
- Les Collectanées de Daniel Specklin, chronique strasbourgeoise du seizième siècle par  Daniel Speckle (1536-1589) [fragments recueillis par Rodolphe Reuss], J. Noiriel (Strasbourg), 1890, lire en ligne sur Gallica.
- Histoire du Gymnase protestant de Strasbourg pendant la Révolution, 1789-1804, d'après des documents inédits, Fischbacher (Paris), 1891, Texte intégral.
- Prévost-Paradol : étude, [Lucien-Anatole Prévost-Paradol (1829-1870), extrait de la Revue chrétienne], Impr. de Bernin (Dôle), 1894, 23 p. ; in-8, lire en ligne sur Gallica.
- Notice nécrologique sur M. Charles Schmidt : professeur émérite à la Faculté de théologie de Strasbourg : 1812-1895, Impr. G. Fischbacher (Strasbourg), 1895, 14 p. ; 23 cm, lire en ligne sur Gallica.
- « Le Peintre Jean-Jacques Walter et sa “chronique strasbourgeoise” », in : Annales de l'Est, [revue trimestrielle publiée sous la direction de la Faculté des lettres de Nancy], 1895, première partie lire en ligne sur Gallica ; 1896, p. 88-103, deuxième partie lire en ligne sur Gallica ; 1897, troisième partie; 1898, quatrième et dernière partie lire en ligne sur Gallica.
- Dans ma forêt : souvenirs du pays natal par Peter Rosegger (1843-1918) , traduit de l'allemand par Mlle E. Hermann et précédé d'une étude par Rodolphe Reuss, Fischbacher (Paris), 1897, 1 vol. (XLV-278 p.) ; 19 cm, lire en ligne sur Gallica.
- Les Annales des Frères mineurs de Strasbourg, rédigées par le frère Martin Stauffenberger, économe du couvent (1507-1510), [Texte imprimé, extraits publiés d'après un manuscrit du dix-septième siècle] (s. l. n. d.), Gr. in-8° , 20 p. Extrait du Bulletin de la Société des monuments historiques d'Alsace, Strasbourg, 1897, d'après une note manuscrite.
- Encore les prétendues falsifications de Grandidier, [Introduction signée : A.M.P.I], 1897-1907, 9 p. ; 25 cm, 1re partie lire en ligne sur Gallica ; 2e partie lire en ligne sur Gallica.
- L'Alsace au dix-septième siècle : au point de vue géographique, historique, administratif, économique, social, intellectuel et religieux, Émile Bouillon (Paris), 1897-1898, 2 vol. (XXXVI-735, XII-638 p.) ; 25 cm, (Bibliothèque de l'École des Hautes Études):

1. tome I : lire en ligne sur Gallica.
2. tome II : lire en ligne sur Gallica.

- L'Assassinat de Rastatt et son dernier historien , 22 p. ; in-8, E. Leroux (Paris), 1902, lire en ligne sur Gallica.
- Le Dix-huit brumaire : étude historique et morale, 1 vol. (50 p.) ; in-8, impr. de Girardi et Audebert (Dole), 1903, lire en ligne sur Gallica.
- Les Églises protestantes d'Alsace pendant la Révolution (1789-1802) : esquisse historique, Fischbacher (Paris), 1906, 1 vol. (X-320 p.) ; in-16, lire en ligne sur Gallica.
- Un voyage d'affaires en Espagne en 1718 : extrait des mémoires inédits du Strasbourgeois Jean-Everard Zetzner, Noiriel (Strasbourg), 1907, 1 vol. (67 p.) ; in-8, lire en ligne sur Gallica.
- Notes sur l'instruction primaire en Alsace pendant la révolution, Berger-Levrault et cie (Strasbourg), 1910, 332 p.
- Histoire d'Alsace, Boivin (Paris), 1918, 4e édition, Texte intégral, Boivin (Paris), 1920, nouvelle édition revue corrigée et augmentée Texte intégral, et H. Champion (Paris), 1977, [Reprod. en fac-sim. de l'éd. de Boivin (Paris), 1912], VII-371 p.-XVI f. de pl. : couv. ill. ; 22 cm.
- L'Antisémitisme dans le Bas-Rhin pendant la Révolution (1790-1793) : Nouveaux documents inédits, 1914.
- "Chiffons de papier" qui n'ont pas été déchirés. La France et l'Alsace à travers l'histoire, [préface de M.Paul Deschanel], Fischbacher (Paris), 1915.
- La Question d'Alsace-Lorraine, [précédé du discours de M. Jules Siegfried ], Fischbacher (Paris), 1918, 39 p. ; in-8, lire en ligne sur Gallica.
- Histoire de Strasbourg depuis ses origines jusqu'à nos jours, Fischbacher (Paris), 1922, 432 p.
- La Constitution civile du clergé et la crise religieuse en Alsace (1790-1795) d'après des documents en partie inédits, Volume 1, Librairie Istra (Strasbourg), 1922.
- « La Séance de nuit de l'Assemblée nationale du 4 août 1789 racontée par un curé alsacien. » In : École pratique des hautes études, Section des sciences historiques et philologiques., Annuaire 1923-1924. 1923. p. 7-19. doi : 10.3406/ephe.1923.2944 Texte intégral.